# Сымонович, Эраст Алексеевич
Эраст Алексеевич Сымонович (1919—1983) — советский учёный-археолог, доктор исторических наук.
Специалист по раннеславянской археологии. Заметным вкладом учёного в науку было открытие новой археологической культуры — колочинской. Автор более 160 печатных работ, включая монографии.

## Биография
Родился 18 марта 1919 года в Петрограде.
В 1937—1941 годах учился на историческом факультете Ленинградского государственного университета. Пережил блокаду Ленинграда, работая санитаром в госпиталях, был участником Великой Отечественной войны.
После войны продолжил своё образование в аспирантуре ЛГУ, по окончании которой защитил в 1949 году кандидатскую диссертацию «Поселение Лука-Врублевецкая и археологические памятники Подолии I тыс. н. э.». Продолжил работу в Ленинградском университете. Затем работал в Эрмитаже. В 1952 году Сымонович переехал в Москву, где сначала работал научным сотрудником Государственного музея изобразительных искусств им. А. С. Пушкина (ГМИИ), а с 1956 года до конца жизни трудился в Институте археологии Академии наук СССР (1956—1966 годы — младший научный сотрудник, 1966—1983 годы — старший научный сотрудник). Докторскую диссертацию на тему «Племена Поднепровья в первой половине I тысячелетия нашей эры» защитил в 1971 году.
Эраст Сымонович был специалистом в области черняховской культуры. Также много он сделал для изучения позднескифских древностей Северного Причерноморья и Крыма (раскопки Неаполя Скифского, позднескифских могильников Николаевка и Красный Маяк в Нижнем Поднепровье). Провёл раскопки в городище Золотая Балка в Херсонской области на берегу Каховского водохранилища. В Курской области им были исследованы памятники нового типа первой половины I тыс. н. э., сочетающие в себе разнородные черты.
Умер в 1983 году в Старой Руссе, где и был похоронен. За неделю до смерти завершил раскопки в Приазовье и Северном Причерноморье.
Был женат на археологе О. Н. Мельниковской.

## Основные труды
- Раннетрипольское поселение в с. Данилова Балка (Ульяновский район Одесской области) // КСИИМК. — М.—Л.: Изд-во АН СССР, 1951. — Вып. XXXIX. — С. 104—109.
- Млинове спорудження перших століть н. е. на Південному Бузі (укр.) // Археологія. — Київ: Вид-во АН УРСР, 1952. — Т. VI. — С. 97—108. Архивировано 5 февраля 2025 года.
- Погребение киммерийского времени на Тилигульском лимане // Краткие сообщения Института археологии. — Киев: Изд-во АН УССР, 1954. — Вып. 3. — С. 81—85. Архивировано 6 августа 2016 года.
- О древнем Одессе // Вестник древней истории. — 1954. — № 4 (50). — С. 146—150.
- О датировке поселений первых веков нашей эры в Луке-Врублевецкой // КСИИМК. — М.: Изд-во АН СССР, 1955. — Вып. 57. — С. 23—32.
- Памятники черняховской культуры Степного Поднепровья // Советская археология. — М.: Изд-во АН СССР, 1955. — Т. XXIV. — С. 282—316.
- Обзор польской археологической литературы // Вестник древней истории. — 1955. — № 4 (54). — С. 78—85.
- Погребения X—XII вв. Каменского могильника // КСИИМК. — М.: Изд-во АН СССР, 1956. — Вып. 65. — С. 99—106.
- Глиняная тара для хранения запасов на поселениях черняховской культуры // Советская археология. — М.: Изд-во АН СССР, 1956. — Т. XXVI. — С. 262—270.
- Пам’ятки черняхівської культури Нижнього Побужжя (укр.) // Археологія. — Київ: Вид-во АН УРСР, 1957. — Т. X. — С. 150—153. Архивировано 24 декабря 2013 года.
- Стеклянная посуда середины I тысячелетия нашей эры с нижнего Днепра // КСИИМК. — М.: Изд-во АН СССР, 1957. — Вып. 69. — С. 22—30.
- Раскопки городища Колочин I в Южной Белоруссии // КСИИМК. — М.: Изд-во АН СССР, 1959. — Вып. 77. — С. 70—76.
- Раскопки поселения Ломоватое 2 // КСИИМК. — М.: Изд-во АН СССР, 1960. — Вып. 79. — С. 21—26.
- Памятники позднекочевнического времени в Поднепровье // КСИА. — М.: Изд-во АН СССР, 1960. — Вып. 81. — С. 108—111.
- Поселение эпохи Киевской Руси в с. Чаплин в Южной Белоруссии // Советская археология. — 1961. — № 2. — С. 200—209.
- Кочевническое погребение у села Михайловки // КСИА. — М.: Изд-во АН СССР, 1962. — Вып. 87. — С. 67—69.
- Инкрустированные стеклом изделия из Черкасской области // КСИА. — М.: Изд-во АН СССР, 1962. — Вып. 90. — С. 69—72.
- Городище Колочин I на Гомельщине // Славяне накануне образования Киевской Руси. — М.: Изд-во АН СССР, 1963. — С. 97—137.
- Магия и обряд погребения в черняховскую эпоху // Советская археология. — 1963. — № 1. — С. 49—60.
- Работы на черняховских памятниках в Приднепровье // КСИА. — М.: Изд-во АН СССР, 1963. — Вып. 94. — С. 80—87.
- Северная граница памятников черняховской культуры // Древности эпохи сложения восточного славянства. — М.: Наука, 1964. — С. 7—43.
- Игрально-счётные жетоны на памятниках черняховской культуры // Советская археология. — 1964. — № 3. — С. 307—312.
- Гончарная мастерская III—IV вв. н. э. в Журавке // КСИА. — М.: Наука, 1966. — Вып. 107. — С. 117—121.
- Новые находки эпохи бронзы на Тилигульском лимане // КСИА. — М.: Наука, 1967. — Вып. 112. — С. 57—60.
- Форостовичи — раннесредневековое селище в Подесенье // Археологические открытия 1967 года. — М.: Наука, 1968. — С. 235—236.
- Железные гребешки с поселений черняховской культуры // Славяне и Русь. — М.: Наука, 1968. — С. 173—178.
- Раскопки Николаевского могильника на нижнем Днепре // КСИА. — М.: Наука, 1969. — Вып. 119. — С. 74—80.
- Поселения VI—VII вв. на Черниговщине // КСИА. — М.: Наука, 1969. — Вып. 120. — С. 64—68.
- Забытая коллекция В. В. Хвойки // Советская археология. — 1969. — № 2. — С. 189—199.
- Страницы истории отечественных исследований памятников культуры полей погребений после Великого Октября // КСИА. — М.: Наука, 1970. — Вып. 121. — С. 82—88.
- Хірургія в черняхівську епоху (укр.) // Середні віки на Україні. — Київ: Наукова думка, 1971. — Вип. 1. — С. 83—87. Архивировано 5 декабря 2023 года.
- Находка позднеантичной амфоры из Курской области // Советская археология. — 1971. — № 4. — С. 231—232.
- Раскопки черняховских памятников правобережного Сейма // Археологические открытия 1971 года. — М.: Наука, 1972. — С. 86—87.
- Разведки и раскопки памятников I тысячелетия н. э. в Курской области // Археологические открытия 1972 года. — М.: Наука, 1973. — С. 92—93.
- Разведки в Херсонской и Одесской областях // Археологические открытия 1973 года. — М.: Наука, 1974. — С. 345—346.
- Поселение Воробьёвка 2 в Курской области // КСИА. — М.: Наука, 1974. — Вып. 140. — С. 76—83.
- Новые открытия в селищах Авдеево и Воробьевка 2 возле г. Курска // Раннесредневековые восточнославянские древности. — Л.: Наука, 1974. — С. 153—158.
- Черняховские материалы из с. Ново-Александровка на нижнем Днепре // Советская археология. — 1975. — № 1. — С. 203—212.
- Погребения эпохи бронзы на черняховских могильниках // КСИА. — М.: Наука, 1975. — Вып. 142. — С. 85—90.
- Об одной категории находок на памятниках черняховской культуры // Советская археология. — 1975. — № 3. — С. 213—217.
- Мельниковська О. М., Симонович Е. О. Розкопки в с. Комарівці на Посейм’ї (укр.) // Археологія. — Київ: Наукова думка, 1975. — Вип. 15. — С. 75—87. Архивировано 27 августа 2024 года.
- Курская новостроечная экспедиция // Археологические открытия 1978 года. — М.: Наука, 1979. — С. 95—96.
- Ромашковский могильник — первый черняховский памятник Поднепровья // Советская археология. — 1979. — № 3. — С. 155—170.
- Черняховское селище Бургунка на нижнем Днепре // КСИА. — М.: Наука, 1980. — Вып. 162. — С. 104—109.
- З приводу черняхівських трупоспалень з розсіяними кісточками (укр.) // Археологія. — Київ: Наукова думка, 1982. — Вип. 41. — С. 91—94. Архивировано 11 февраля 2025 года.
- Північно-східне пограниччя пам’яток черняхівської культури (укр.) // Археологія. — Київ: Наукова думка, 1983. — Вип. 44. — С. 71—85. Архивировано 10 февраля 2025 года.
- Черняховская культура и памятники киевского и колочинского типов // Советская археология. — 1983. — № 1. — С. 91—102.
- Сюжетные изображения на черняховской керамике // Советская археология. — 1983. — № 4. — С. 132—141.
- Население столицы позднескифского царства (по материалам Восточного могильника Неаполя Скифского). — Киев: Наукова думка, 1983. — 172 с.
- Сымонович Э. А., Кравченко Н. М.[укр.]. Погребальные обряды племен черняховской культуры. — М.: Наука, 1983. — 150 с. — (Свод археологических источников. — Вып. Д1-22).
- Развитие культуры черняховских племён левобережья Днепра (по материалам лепной керамики) // КСИА. — М.: Наука, 1984. — Вып. 178. — С. 73—81.
- Раннесредневековое поселение Тазово под Курском // Советская археология. — 1986. — № 4. — С. 183—193.
- Ранньотрипільське поселення в с. Данилова Балка на Кіровоградщині (укр.) // Археологія. — Київ: Наукова думка, 1987. — Вип. 60. — С. 92—94. Архивировано 9 марта 2025 года.
- Гей О. А., Сымонович Э. А. Черняховская культура // Славяне и их соседи в конце I тысячелетия до н. э. — первой половине I тысячелетия н. э. — М.: Наука, 1993. — С. 123—170. — (Археология СССР).
- «Кам’яна баба» з с. Калинівка в Причорномор’ї (укр.) // Археологія. — 1995. — № 1. — С. 142—143. Архивировано 11 февраля 2025 года.
- Гей О. А., Сымонович Э. А. Позднескифский могильник Красный Маяк (раскопки 1976—77 гг.). — М.: ИА РАН, 2019. — 84 с.